# 长颈龙属 (恐龙)
长颈龙（属名：Macrocollum）是黑水龙科蜥脚形亚目恐龙的一个属，生存于晚三叠世（诺利阶早期）的巴西，是已知最古老的恐龙之一。

## 发现
长颈龙于2012年在巴西南里奥格兰德州烛台组的瓦赫霍茲（Wachholz）地区发现，并在2018年12月21日的一场新闻发布会上公布。属名取自希腊语μακρός（长的）和拉丁语collum（颈），指该动物修长的颈部。种名致敬圣玛丽亚联邦大学古生物研究中心（Centro de Apoio à Pesquisa Paleontológica da Quarta Colônia of the Federal University of Santa Maria，缩写：CAPPA/UFSM）的主要创办者之一约瑟·伊塔基（José Jerundino Machado Itaqui）。

## 描述
像大多数早期恐龙一样，长颈龙体型较小、双足步行。

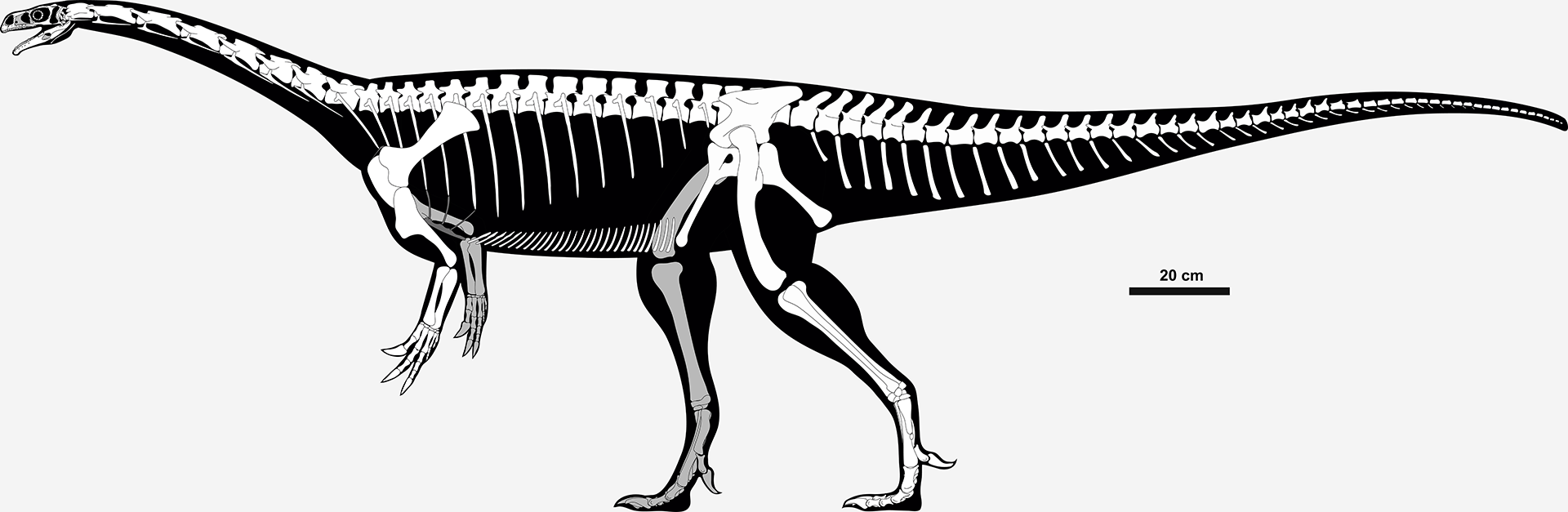
伊氏长颈龙骨骼重建，已知材料为白色，未知材料为暗灰色。

已知长颈龙遗骸保存相对完好。正模标本由几乎完整、关节连接的骨骼组成。两个副模标本皆为关节连接的骨骼，其中一个缺少颅骨及颈椎序列。在研究沉积挤压作用对早期蜥脚形亚目髂骨形态的埋藏学影响时，使用副模标本之一（CAPPA/UFSM 0001b）的髂骨作为模型。
长颈龙可根据独特特征组合（如颅骨）区别于所有其它已知蜥脚形亚目，包括被前颌窗穿透的眶前窝及额骨／顶骨骨缝处具有简单平滑曲线的颞上窝内缘。

## 分类
长颈龙与加卡帕里龙和黑水龙皆被发现属于黑水龙科。

## 古生态学
长颈龙生存于大约2.542至2.25亿年前的晚三叠世诺利阶，发现化石的巴西南部当时与非洲西北部相连。这段时间地球大部分陆地融合为超大陆盘古大陆，并分裂成北方的劳亚古陆和南方的冈瓦纳古陆。铀－铅（铀衰变）测年发现靠近模式产地的卡图里塔组可追溯至大约2.542亿年前，比发现最早期恐龙的圣玛丽亚组和伊斯基瓜拉斯托组年轻不到1000万年。